# Arteria pancreatica dorsalis
Die Arteria pancreatica dorsalis („rückenseitige Bauchspeicheldrüsenschlagader“) ist eine Schlagader der Bauchhöhle des Menschen und ist an der Blutversorgung der Bauchspeicheldrüse beteiligt. Sie entspringt bei etwa 40 % der Individuen aus dem Anfangsabschnitt der Milzarterie, bei 20 % aus dem Anfangsabschnitt der Leberarterie, bei 22 % aus dem Truncus coeliacus und bei 14 % aus der oberen Gekrösearterie.
Die Arteria pancreatica dorsalis teilt sich in drei größere Äste: Die Arteria pancreatica transversa zieht auf die Hinterseite der Bauchspeicheldrüse und anastomosiert dort mit der Arteria pancreatica magna. Die anderen beiden Äste ziehen zum Kopf und Hakenfortsatz (Processus uncinatus) der Bauchspeicheldrüse.